# ثول ۲۷۹
سیارک ۲۷۹ (به انگلیسی: 279 Thule) دویست و هفتاد و نهمین سیارک کشف شده‌است که در ۲۵ اکتبر ۱۸۸۸ و در وین کشف شد.
قدر مطلق سیارک برابر ۸٫۵۷ است.